# Piotrowice (ved Otwock)
Piotrowice er en landsby i Polen i Województwo Mazowieckie. Byen ligger ved floden Wisła. Landsbyen har 380(2021) indbyggere.